# Armand Fallières
Armand Fallières (Mézin, 6 novembre 1841 – Mézin, 22 giugno 1931) è stato un politico francese.
È stato primo ministro dal 29 gennaio al 21 febbraio 1883 e presidente della Repubblica di Francia dal 18 febbraio 1906 al 18 febbraio 1913.
Nettamente contrario alla pena di morte, graziò tutti i condannati a tale pena negli anni in cui fu presidente.
Come collocazione politica fu un conservatore laico, favorevole al non intervento dello Stato nel sistema economico.

## Biografia
Armand Fallières proveniva da una famiglia di proprietari rurali di Albret, situata a Mézin. Suo nonno paterno, Joseph Fallières (1781-1866), era un fabbro, mentre suo padre, Pierre Fallières (1810-1874), ricoprì l'incarico di perito agrario. La madre era Marie Magdeleine Émilie Sérizac.

### Carriera politica
Avvocato, nel 1876 fu eletto deputato, sedendo in Parlamento tra i repubblicani moderati.
Da allora la carriera di Armand Fallières fu rapida: Primo ministro dal 29 gennaio al 21 febbraio 1883, senatore dal 1890, il 18 febbraio 1906 fu eletto Presidente della Repubblica francese. Durante il suo mandato, turbato da scioperi e contrasti religiosi all'interno, e da frizioni coloniali con la Germania all'esterno, Fallières agì da moderatore. 

### La Conferenza di Algeciras
Infatti, sotto il governo Clemenceau, nel 1906 vi fu la completa riabilitazione di Alfred Dreyfus dall'accusa di alto tradimento e anche il varo di una nuova legislazione sociale, ma anche la rottura con i socialisti sull'uso politico dello sciopero. In politica estera, dopo la Crisi di Tangeri con la Germania nel 1905, s'indisse, dal gennaio all'aprile 1906, la Conferenza di Algeciras, per dirimere il problema del Marocco quale sfera d'influenza tra Francia e Germania; alla fine fu la Francia a veder riconosciuti implicitamente i suoi interessi nel Paese africano. 

### L'attentato

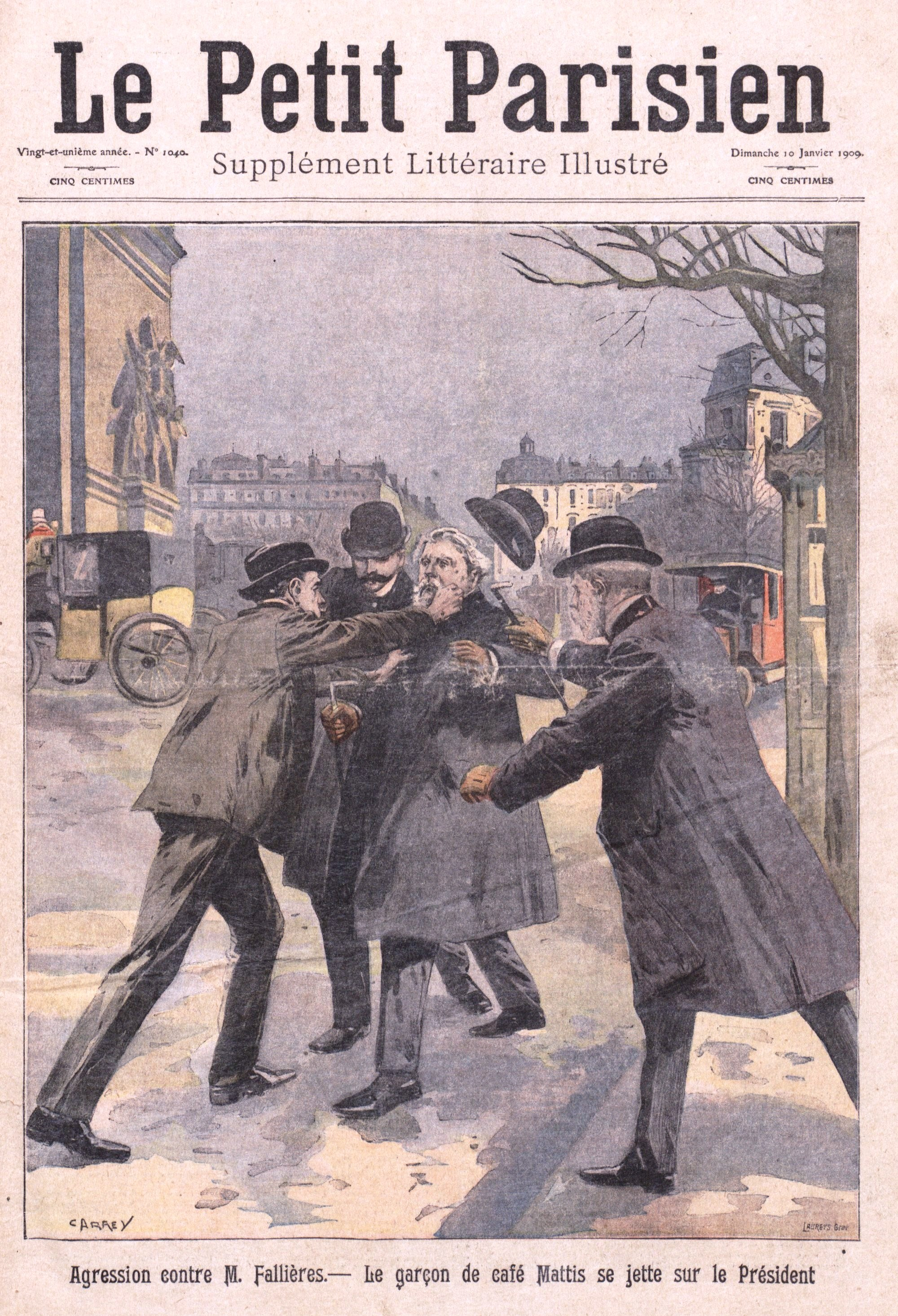
Aggressione a Fallières da parte di Mattis (copertina del Petit Parisien illustré del 10 gennaio 1909).

Il 25 dicembre 1908, mentre Fallières stava facendo una passeggiata sui Champs-Élysées, un commesso di caffè, che fu camelot du Roi, di nome Jean Mattis, si gettò sul presidente Fallières per tirargli la barbetta. Armand Fallières reagì un po' bruscamente vedendo l'energumeno e fu graffiato al collo e all'orecchio destro. Jean Mattis fu condannato a quattro anni di reclusione.

### L'occupazione di Fez
Nell'estate del 1911 sopraggiunse la Crisi di Agadir, quando il Kaiser Guglielmo II inviò nel porto marocchino di Agadir una nave da guerra per protestare contro l'occupazione francese di Fez, in contrasto con gli accordi di Algeciras. Fu l'inizio della seconda crisi marocchina fra i governi di Parigi e Berlino, che si concluse in novembre, con il riconoscimento tedesco del protettorato francese sul Marocco e dei compensi territoriali per i tedeschi nel Congo. Infine, con il trattato di Fez del 30 marzo 1912, il sultano marocchino 'Abd al- Hafîz riconobbe ufficialmente il protettorato francese sul suo Paese. 

### Il ritiro e la morte
Alla fine del suo mandato, il 18 febbraio 1913, Fallières si ritirò a vita privata, abbandonando la vita pubblica e morendo il 22 giugno 1931, a 89 anni.